# ایوان اندیکا
ایوان اندیکا (انگلیسی: Evan N'Dicka؛ زادهٔ ۲۰ اوت ۱۹۹۹) بازیکن فوتبال اهل ساحل عاج است که برای باشگاه رم بازی می‌کند.

وی همچنین در تیم‌های ملی فوتبال زیر ۱۷ سال فرانسه، زیر ۱۹ سال فرانسه، زیر ۲۰ سال فرانسه، زیر ۲۱ سال فرانسه و تیم ملی فوتبال ساحل عاج بازی کرده‌است.

## افتخارات
- تیم ملی فوتبال ساحل عاج

قهرمانی جام ملت‌های آفریقا ۲۰۲۳

## آمار ملی

### بازی‌های ملی
تا تاریخ ۱۱ فوریه ۲۰۲۴
| ساحل عاج | ساحل عاج | ساحل عاج |
| سال      | بازی     | گل       |
| -------- | -------- | -------- |
| ۲۰۲۳     | ۶        | ۰        |
| ۲۰۲۴     | ۸        | ۰        |
| مجموع    | ۱۴       | ۰        |